# Kurhaus Bad Homburg
Das Kurhaus Bad Homburg ist die Bezeichnung mehrerer Gebäude in Bad Homburg vor der Höhe, die jeweils die Funktion eines Kurhauses erfüllten.

## Vorläufer

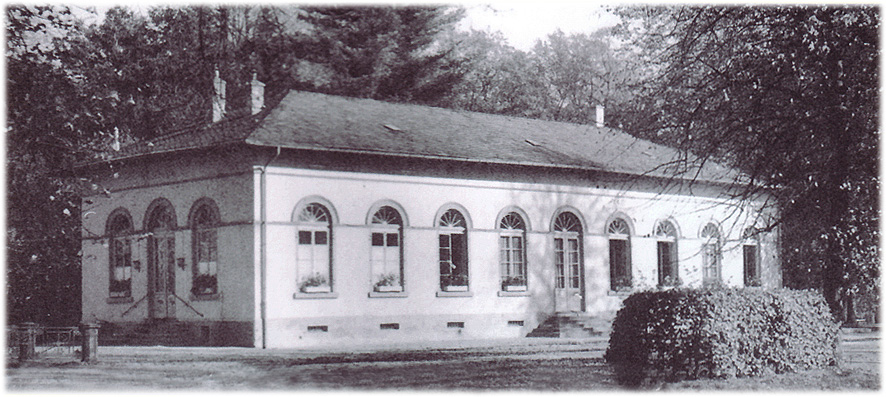
Brunnensälchen (um 1880)

Seit 1810 bestand in Bad Homburg ein Verwalter-, Brunnen- und Badehaus und seit 1824 ein Restaurant im späteren Kurpark. Beide Gebäude wurden in zeitgenössischen Berichten als „Curhaus“ bezeichnet, konnten die Funktionen eines Kurhauses aber nur rudimentär abdecken. Nachdem in den 1810er-Jahren mit der Ludwigsquelle die erste Heilquelle in Bad Homburg entdeckt worden war, bestand der Wunsch in Bad Homburg zur Kurstadt zu werden. 1830 wurde der Plan gefasst, eine Aktiengesellschaft zum Bau eines Kurparks und Kurhauses zu gründen. Der Darmstädter Architekt Georg Moller legte Pläne vor, die sich an dem repräsentativen Kurhaus von Wiesbaden  orientierten. Es konnte jedoch weder die Finanzierung der veranschlagten 100.000 Gulden aufgebracht werden, noch wurde man sich über die Planung einig. Das Projekt scheiterte 1833. 1838/39 wurde im Kurpark das „Brunnensälchen“ als „Kursaal“ für gesellige Veranstaltungen errichtet.

## Altes Kurhaus

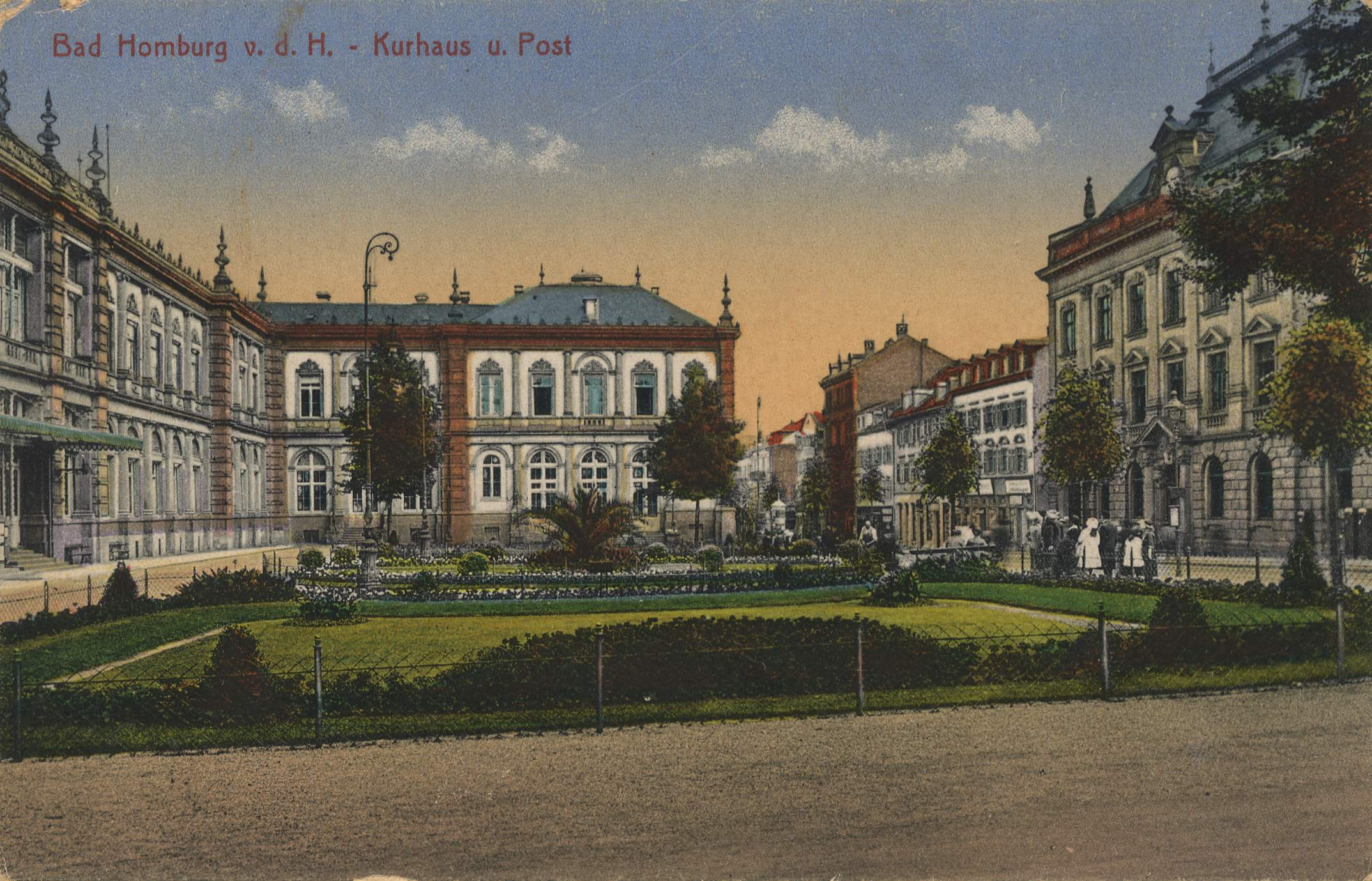
Kurhaus um 1900

Landgraf Philipp schloss 1840 einen Vertrag mit den Zwillingsbrüdern François und Louis Blanc (* 12. Dezember 1806 bei Avignon), die im Gegenzug zur Konzession zum Betrieb der Spielbank Bad Homburg ein Kurhaus errichten sollten. Architekt Jean Baptiste Métivier plante ein repräsentatives Gebäude im klassizistischen Stil. Grundsteinlegung war am 23. Mai 1841 und nach zwei Jahren Bauzeit konnte das Gebäude an der  Louisenstraße im August 1843 der Nutzung übergeben werden. Es beinhaltete neben der Spielbank Ballsäle, ein Restaurant und eine große Terrasse zum Kurpark hin.
Bereits 1850 wurde das Gebäude erweitert. Nach den Plänen des Brüsseler Architekten Jean-Pierre Cluysenaar wurden zwei Seitenflügel errichtet, die dem Gebäude ein schlossähnliches Aussehen verliehen. Im linken Flügel war der Spielsaal untergebracht (dessen zeitgenössische Bezeichnung „Goldsaal“ einen Hinweis auf die Pracht des Gebäudes gibt), im rechten das Kurtheater. Dieses wurde mit dem eigens hierfür geschriebenen Stück „La fée de Hombourg“ eröffnet.
Mit dem Verbot des Spielbetriebs am 31. Dezember 1872 wurde auch der Spielsaal als Veranstaltungssaal genutzt. Da durch das Spielbankverbot jedoch ein Einbruch bei den Besucherzahlen zu verzeichnen war, standen die Räumlichkeiten zu großen Teilen leer. Aus diesem Grund zogen das städtische Saalburg-Museum sowie die ethnographischen Sammlungen des Prinzen Adalbert von Preußen in das Kurhaus ein.
Am 8. März 1945 wurde das Kurhaus durch alliierte Bomber bis auf die Grundmauern zerstört.

## Nachkriegs-Kurhaus

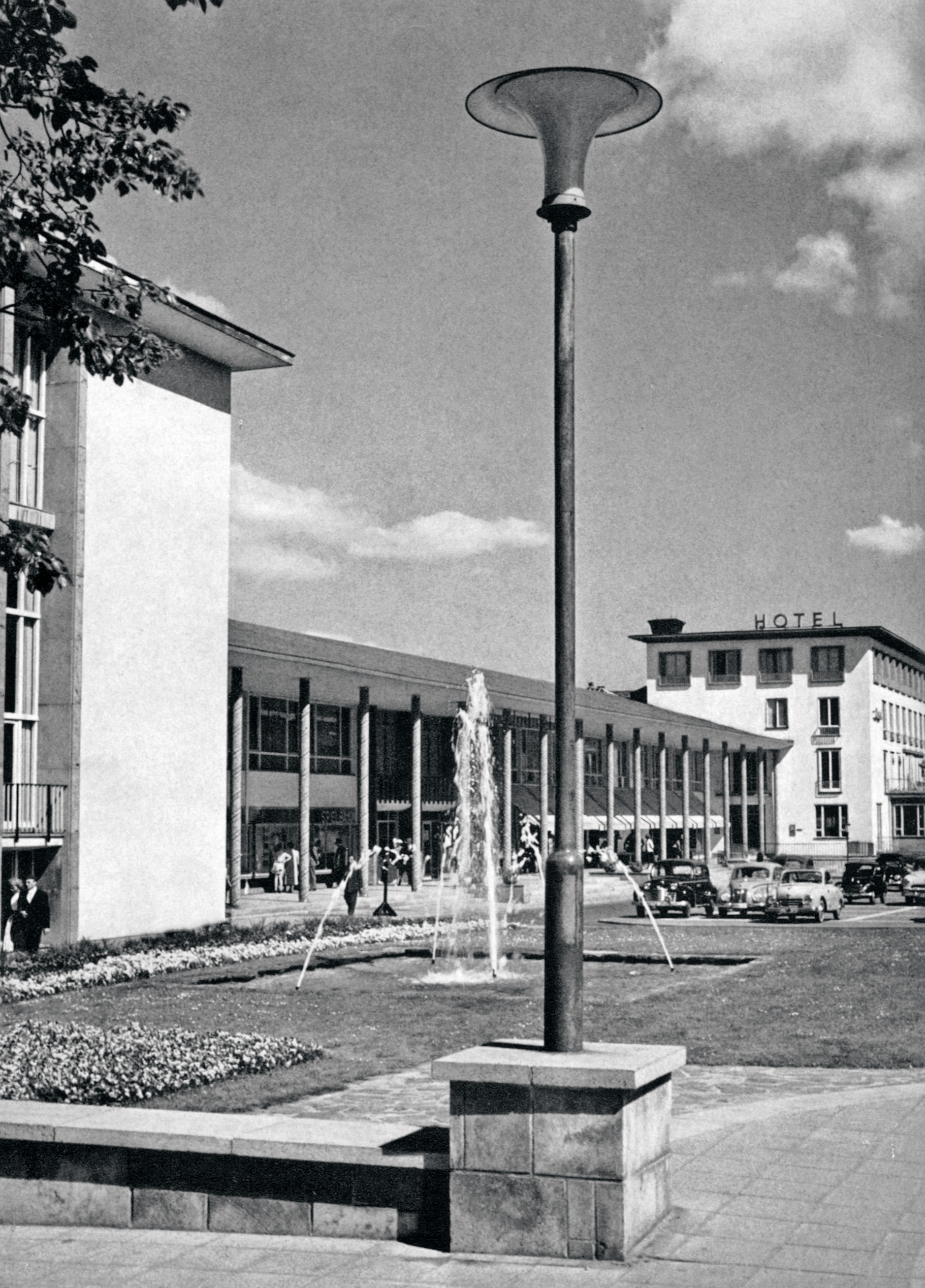
Das Nachkriegskurhaus von 1950

Nach dem Krieg entschied man sich gegen den Wiederaufbau des alten Kurhauses in seiner alten Form. Der Neubau wurde durch Hermann Heidtmann finanziert, der 1949 Konzessionär der Spielbank wurde. Am 2. September 1950 wurde der Grundstein für das neue Kurhaus gelegt, das nach den Plänen der Architekten Bartels, Schweitzer und Hufnagel errichtet wurde. Schwerpunkt war nun die Nutzung als Tagungs- und Kongressgebäude. Auf dem Grundstück wurde gleichzeitig das Hotel „Prinz von Homburg“ als Tagungshotel gebaut. Das Kurtheater erhielt ein gesondertes Gebäude mit 850 Plätzen am Schwedenpfad. Nach Fertigstellung des Kurhauses, zog die Kreissparkasse des Obertaunuskreises vom alten Landratsamt in das Nebengebäude des Kurhauses und eröffnete dort am 18. April 1953 ihre Hauptstelle.
Das Kurhaus war das erste Kurhaus, das nach dem Zweiten Weltkrieg in Deutschland errichtet wurde. Es wurden aber viele funktionelle Mängel reklamiert. Eine Vielzahl von Umbauversuchen und -planungen wurden vorgenommen, schlussendlich entschied die Stadt Bad Homburg gemäß einem Gutachten, einen Neubau vorzunehmen.

## Postmodernes Kurhaus

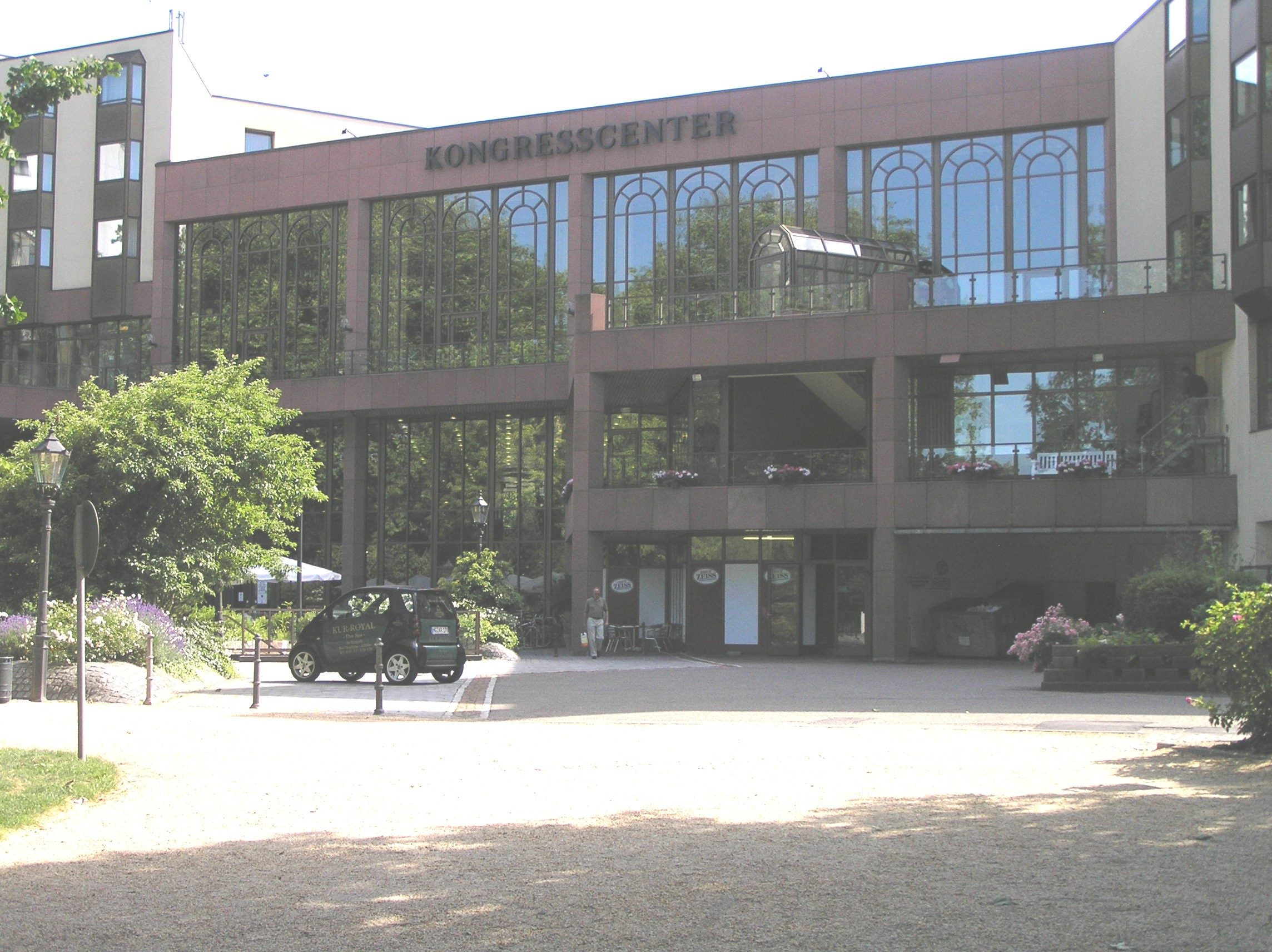
Kurparkseite des postmodernen Kurhauses

Die Planungen für den Neubau des Kurhauses wurden 1978 an die Architektengemeinschaft Fischer-Glaser-Kretschmer vergeben. Die Planungen sahen den Abriss und den Neubau eines postmodernen Kur- und Kongresszentrums vor. Diese Planung führte zu einer heftigen Debatte in der Stadt und der Gründung einer Bürgerinitiative gegen den Neubau. Die Kurhausfrage spaltete nicht nur die Bevölkerung, sondern auch die Parteien. Oberbürgermeister Armin Klein (CDU) sprach sich entschieden gegen das Vorhaben aus. Die CDU entschied sich daher bei der Oberbürgermeisterwahl 1980 nicht für Klein, sondern für eine Nominierung von Wolfgang Assmann. Klein trat daraufhin als Kandidat der SPD an, erhielt jedoch keine Mehrheit.
Das Kurhaus wurde daraufhin gebaut. Nach der Grundsteinlegung am 13. März 1982 wurde der Neubau im April 1984 dem Publikum übergeben. Bereits 2009, 25 Jahre später, wurden jedoch erneut Stimmen für einen Neubau laut.